# Deutsche Thomas-Gesellschaft
La Deutsche Thomas-Gesellschaft è una società di apprendimento fondata nel 2003 con lo scopo di promuovere gli studi su san Tommaso d'Aquino e sul tomismo nel mondo di lingua tedesca.
Dal 2011 la Societas Internationalis S. Thomae Aquinatis (SITA) ha smesso di elencarla fra le proprie società affiliate. Nello stesso anno David Berger è stato nominato vicepresidente dell'asociazione. 

## Pubblicazioni
La pubblicazione ufficiale era l'annuario internazionale Doctor Angelicus il cui ultimo numero è stato dato alle stampe nel 2007 (numero VI-2007). La società ha curato anche l'edizione tedesca delle opere di padre Réginald Garrigou-Lagrange. Nel 2006 è stato pubblicato anche il Thomistenlexikon, in collaborazione con l'organizzazione olandese-belga sorella di quella tedesca.